# Povl Ancher

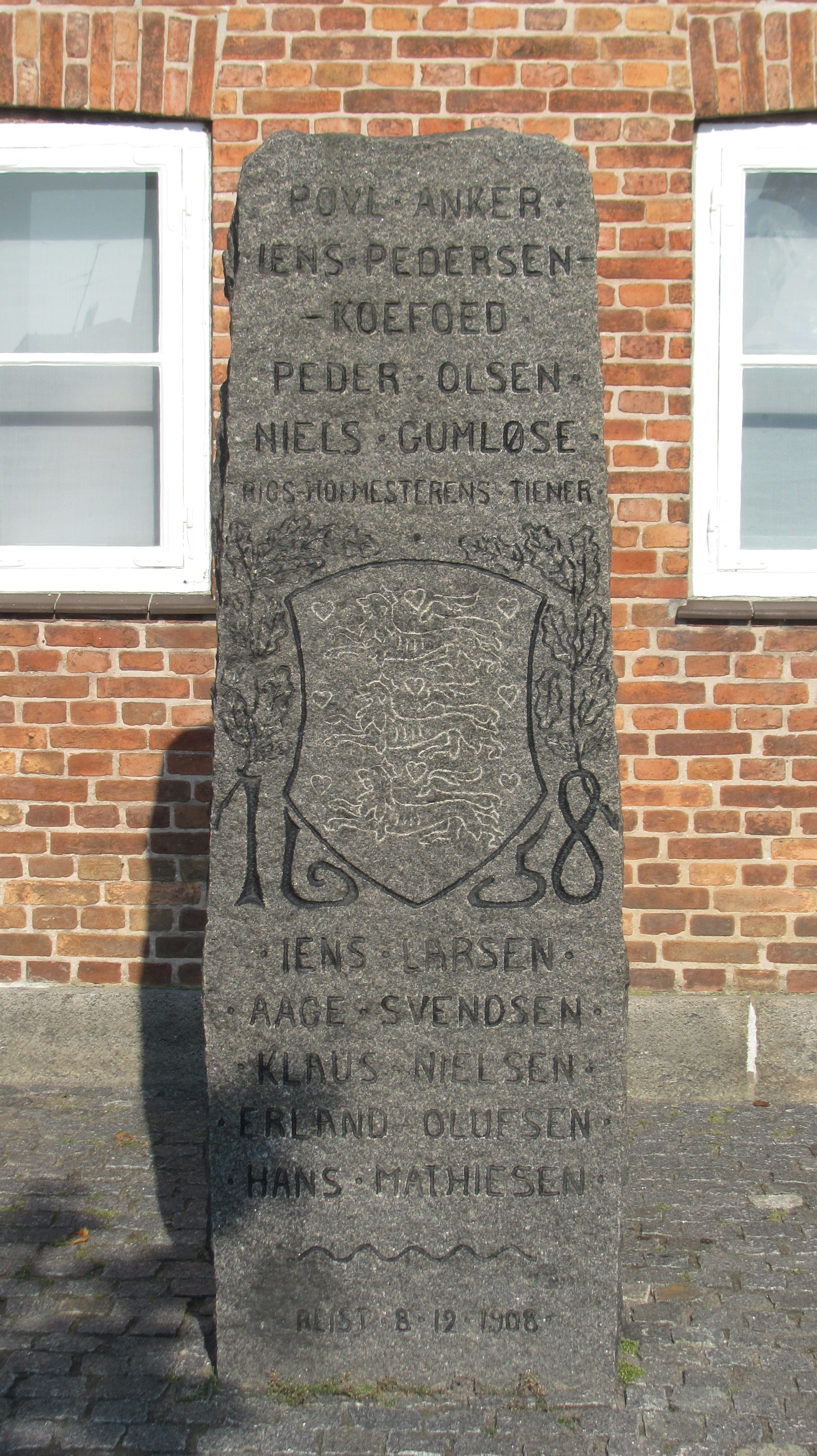
Gedenkstein für die Freiheitskämpfer in Hasle

Povl Hansen Ancher, auch Poul Anker, Poul Ancher, Povl Anker oder Poffuell Ancker (* um 1630 vermutlich in Hovby, heute Östra Hoby bei Simrishamn, Skåne; † 28. Oktober 1697 in Hasle, Bornholm) war ein dänischer evangelisch-lutherischer Pfarrer und Bornholmer Freiheitskämpfer.
Povl Anker war von 1654 bis 1697 Pfarrer in den Gemeinden Hasle und Rutsker auf Bornholm und ab 1685 zusätzlich Propst. Er gilt zusammen mit Hasler Bürgermeister Peder Olsen als Anführer des Bornholmer Aufstandes gegen die schwedische Besetzung 1658. Seine letzten zwei Jahre wurden von einem Mordfall überschattet, in den Familienmitglieder seiner Frau verwickelt waren.

## Leben

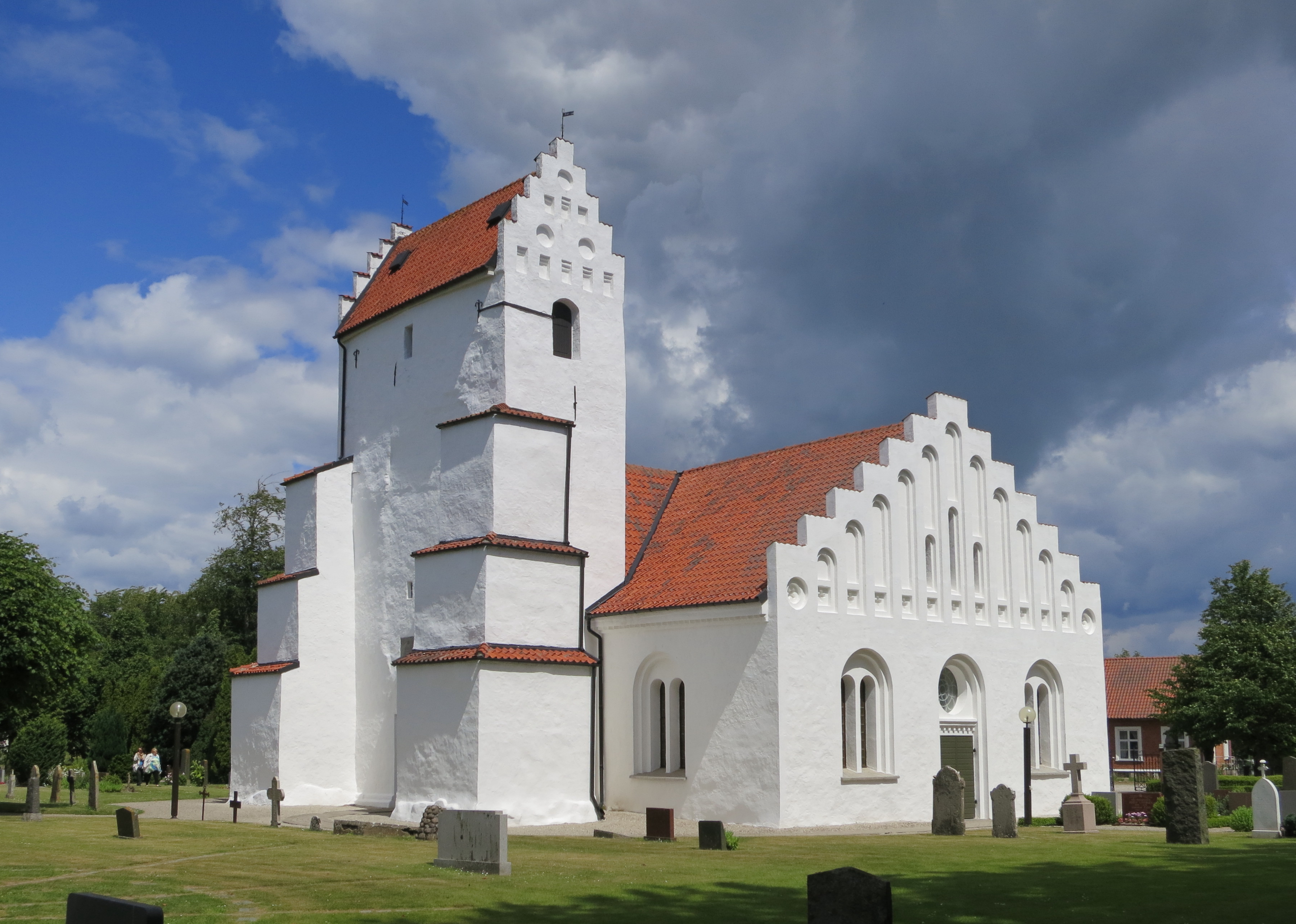
Die Kirche von Östra Hoby, an der Anchers Vater Pastor war

### Herkunft
Povl Hansen Ancher schloss 1650 die Vor Frue Skole in Kopenhagen ab und wurde am 1. Juni desselben Jahres in das Studentenregister der dortigen Universität eingeschrieben. Darüber hinaus ist über seine Jugend nichts Näheres bekannt. Aufgrund des Studienbeginns 1650 wird seine Geburt auf etwa 1630 festgelegt. Sein Geburtsort ist in dieser ersten Quelle über sein Leben nicht genannt.

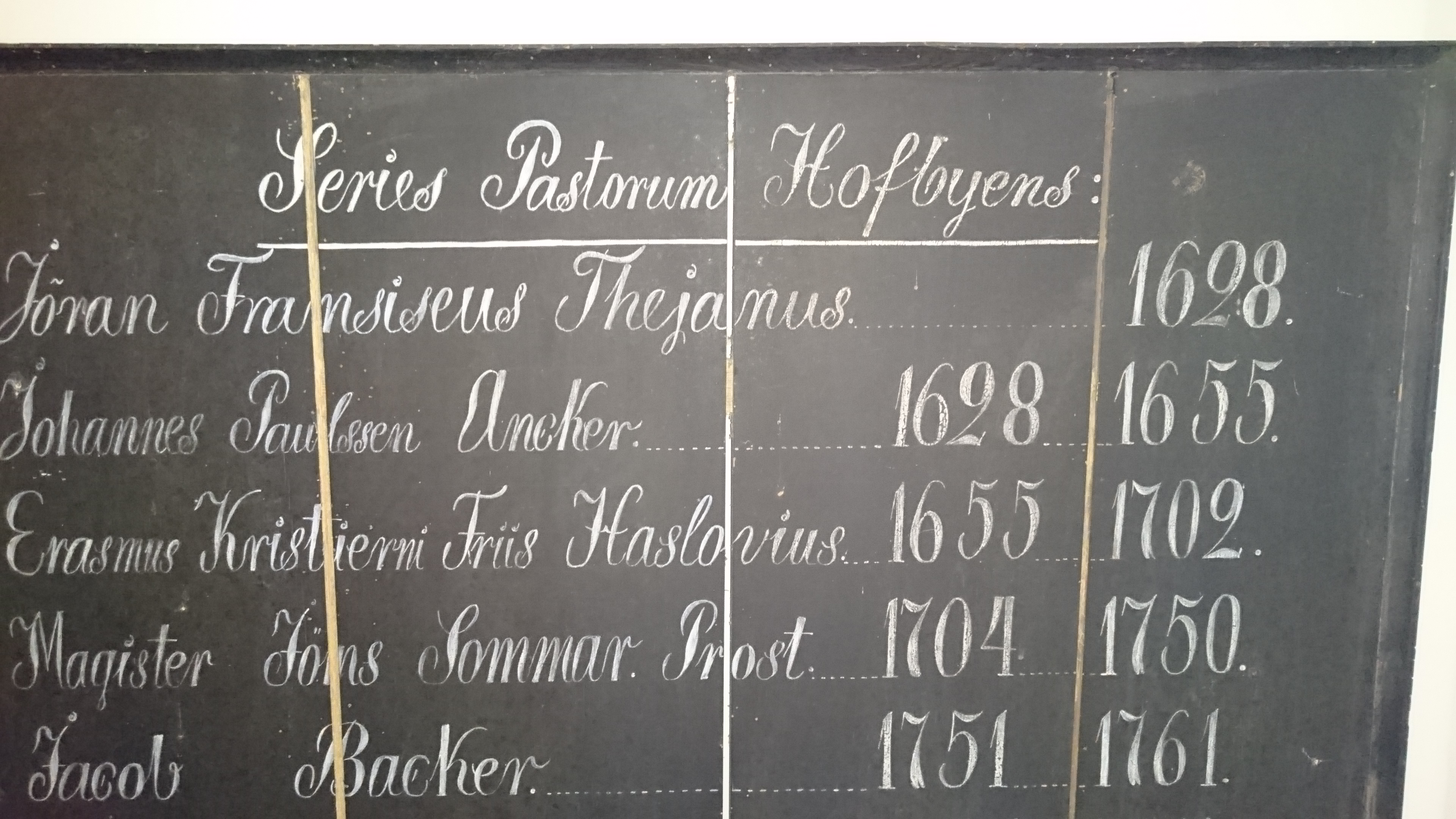
Johannes Paulssen Ancker auf der Pastorentafel der Östra Hoby kyrka

Höchstwahrscheinlich ist er der Sohn von Hans Povlsen Ancher (auch Johannes Paulssen Ancker; 1603–1655), der seit 1629 als Pfarrer in Hovby im Schonen tätig war. Hans Povlsen Ancher und seine Frau Else Olesdatter (1609–1692) hatten 1629 geheiratet. Povl Ancher war demnach das älteste ihrer mindestens neun Kinder. Über seine Mutter stammte Ancher von dem Pädagogen und Bischof von Ribe Peder Jensen Hegelund (1542–1614) ab.

### Pastor auf Bornholm

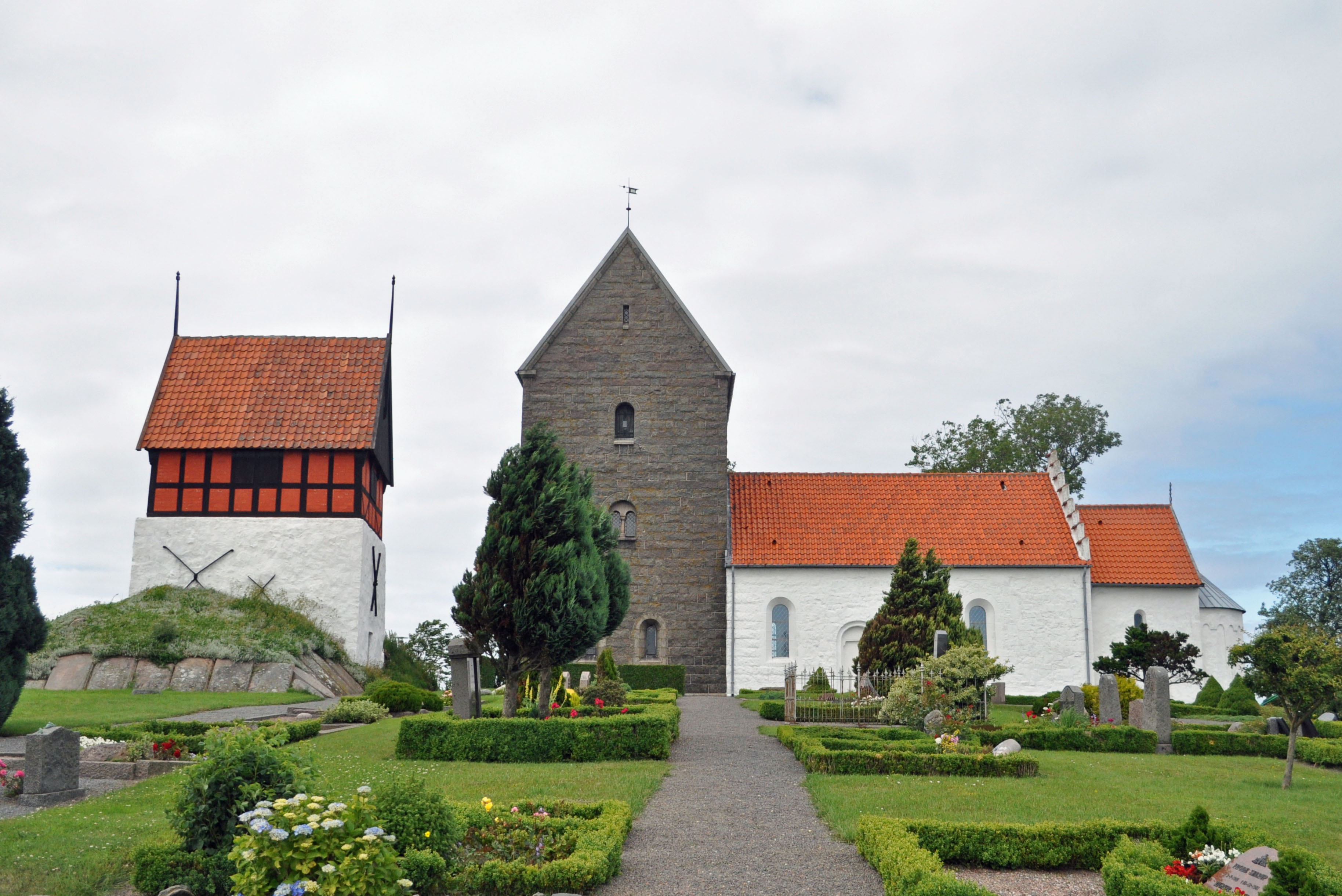
Ruts Kirke

Dem großen Pestjahr 1654 in Dänemark fielen etwa 5000 der 13000 Einwohner von Bornholm zum Opfer. Auch sechs der 15 Pfarrer starben an der Beulenpest. Einer von ihnen, der in Schonen geborene Jens Hansen Sode, war einige Jahre lang Rektor der Lateinschule in Rønne gewesen, bevor er 1632 Pfarrer der beiden Kirchen von Hasle und Rutsker wurde und hier die Witwe seines Vorgängers heiratete, die ebenfalls 1654 starb. Der junge Povl Ancher wurde frisch von der Universität sein Nachfolger auf der ärmlichen Pfarrstelle. Der Marktflecken Hasle mit der kleinen Hasle Kirke hatte 133 Einwohner durch die Pest verloren und zählte nur noch 60 Haushalte. In der Landgemeinde Rutsker, in der sich die Ruts Kirke befindet, hatte die Pest 231 Menschen dahingerafft, und von den 56 kleinen Bauernhöfen waren einige verlassen. Zusätzlich gab es in Vang sieben, in Kås einen und Helligpeder ebenfalls einen Haushalt von Fischereipächtern. Trotz der Armut seiner Kirchspiele blieb Poul Ancher ihnen bis zu seinem Tod 43 Jahre lang treu verbunden.
In den ersten Jahren hatte Poul Ancher viel damit zu tun, den von der Pest Zurückgebliebenen zu helfen. Er war erst seit einem halben Jahr in Hasle, als er sich am Dienstag nach Pfingsten, dem 5. Juni 1655, mit Karen Jensdatter Sode (1638–1684), der verwaisten Tochter seines Vorgängers, verlobte und sie wenige Wochen später heiratete. Zwischen 1656 und 1673 wurden dem Paar sechs Kinder geboren. Durch diese Ehe gewann er zahlreiche verwandtschaftliche Beziehungen zu Pfarrhäusern und Bürgerhäusern auf Bornholm. Diese weitreichenden Kontakte ermöglichten Povl Ancher 1658 den Aufbau der Widerstandsbewegung gegen die Schweden. So waren die vier Brüder seiner Frau Pastoren der vier Rundkirchen auf Bornholm.

### Widerstand gegen schwedische Besatzung
Im Frieden von Roskilde im zweiten nordischen Krieg fiel Bornholm am 8. März 1658 an Schweden. Den Bornholmern wurde dies erst am 20. April mitgeteilt. Von den Pastoren wurde verlangt, dass sie im Fürbittengebet nunmehr den Namen des schwedischen Königs Karl X. Gustav zu nennen hätten. Ancher betete stattdessen für „den richtigen König“. Am  29. April landete der schwedische Gouverneur Johan Printzenskjöld mit 120 Mann in Sandvig und nahm die Insel für seinen König in Besitz. Die Einwohner wurden mit Zöllen und Steuern bedrückt. Zudem traten Handelsbeschränkungen in Kraft. Von den knapp 8000 Bornholmern wurden etwa 450 Männer als Soldaten für die schwedische Armee eingezogen und nach Stettin, Riga und Helsingborg geschickt.
Als Karl X. Gustav im Herbst 1658 den Frieden von Roskilde brach und Kopenhagen angriff, machte Printzenskjöld sich Sorge, ob seine durch Krankheit und Todesfälle geschwächte Burgbesatzung einer Belagerung standhalten könnte. Er bat daher seinen König um Verstärkung. Die Bornholmer waren jedoch durch die dänische Regierung brieflich aufgefordert worden, sich die Schwäche der Schweden zunutze zu machen. So versammelten sich in Hasle Bürger aus Rønne und Hasle, darunter neben Povl Ancher und Peder Olsen auch Jens Kofoed und Villum Clausen, um einen Aufstand zu planen, der Bornholm wieder in dänische Hände bringen sollte.

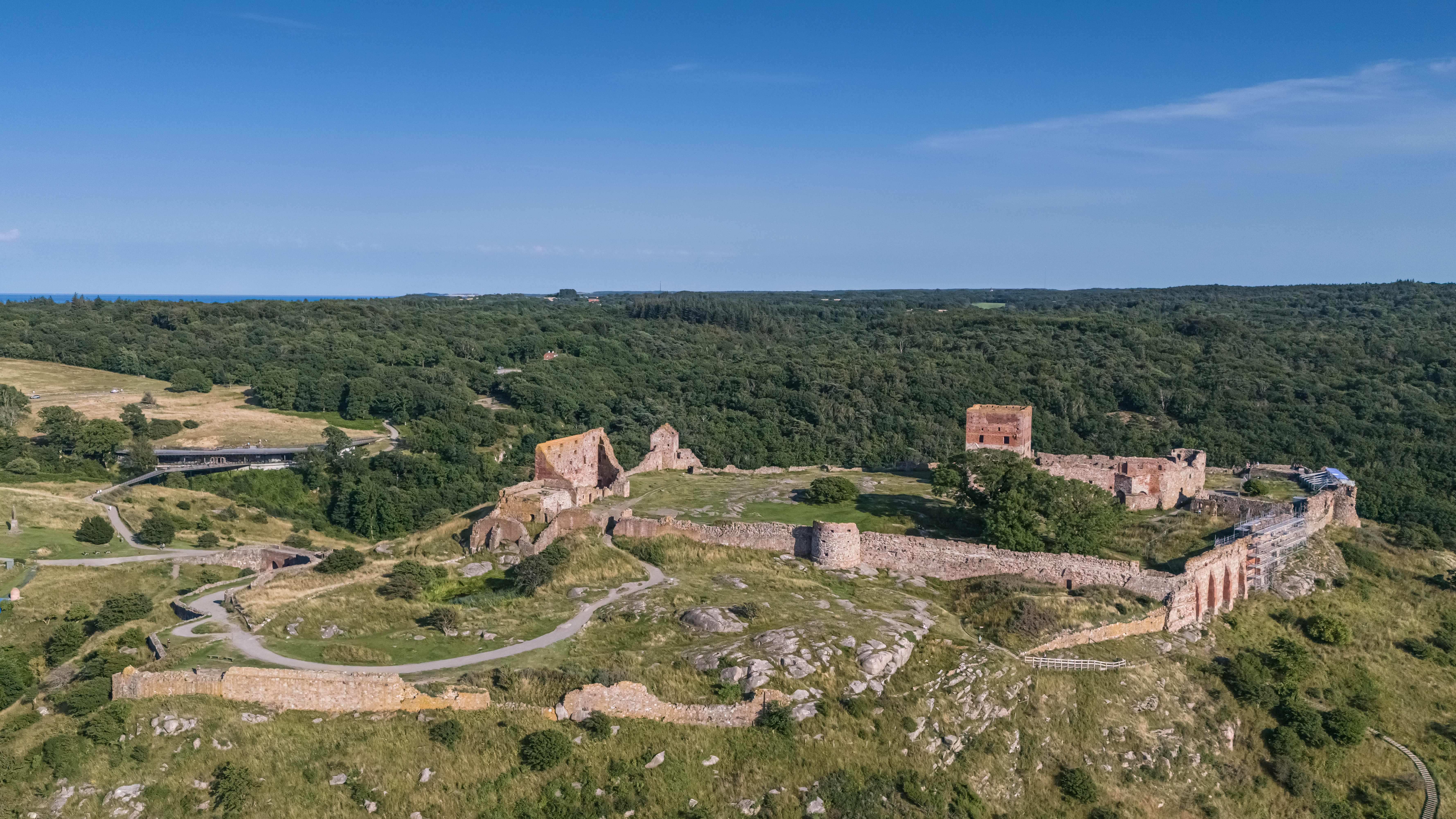
Festung Hammershus

Am 8. Dezember verließ Printzenskjöld mit nur einem Diener Hammershus, um nach Rønne zu reiten, von wo aus er nach Ystad übersetzen wollte, um die endlich eingetroffene schwedische Unterstützung in Empfang zu nehmen. Auf dem Weg sucht er Peder Olsen in Hasle auf. Dieser sollte den Bornholmern die Ankunft weiterer schwedischer Truppen androhen und sie zur Zahlung ihrer Steuern bewegen. Kaum hatte Printzenskjöld Hasle wieder verlassen, um weiter nach Rønne zu reiten, rief Olsen die Verschwörer zusammen. Ancher sollte von seiner auf einem Hügel gelegenen Kirche in Rutsker aus die schwedische Garnison auf der sieben Kilometer entfernten Burg im Auge behalten, während eine Gruppe Verschwörer, darunter Kofoed und Clausen, den Gouverneur im Haus von Claus Kames (auch Klavs Kam), dem Bürgermeister und Anführer der Bürgerkompagnie von Rønne, gefangen nehmen wollten. Der Plan sah vor, ihn als Geisel zu nehmen, um die Schweden zur Kapitulation zu bewegen. Dennoch erschossen Kofoed und Clausen Printzenskjöld. Später wurde oft behauptet, sie hätten keine Wahl gehabt, weil er fliehen wollte. Mehrere weitere Schweden in Rønne wurden gefangen genommen, einer erschossen. Die vornehmen Gefangenen wurden in Anchers Pfarrhaus untergebracht.
Im Pfarrhaus wurde nun das weitere Vorgehen besprochen: Man beschloss, dass die Kirchen einiger entfernter liegender Dörfer Sturm läuten sollten, nicht aber im zu nahe der Burg benachbarten Rutsker. Ancher und Olsen verfassten ein Schreiben an die verbliebene Burgbesatzung und Printzenskjölds Frau, in der sie sie im Namen des angeblich nur gefangengenommenen Printzenskjöld zur Kapitulation aufforderten. Am nächsten Morgen versammelte sich ein Bauernheer unter der Leitung von Ancher vor Hammershus. Kames verkleidete sich als Printzenskjöld und ließ der Burgbesatzung mitteilen, dass man ihn töten wolle, wenn die Schweden nicht die Burg aufgäben. Daraufhin kapitulierte die schwedische Garnison. Die Aufständischen übernahmen die Insel. Am 26./27. Dezember gelang es ihnen zudem, mit derselben List den Kapitän eines schwedischen Schiffs, das Printzenskjöld zur Hilfe kommen sollte, gefangen zu nehmen.
Bereits am 21. Dezember war eine Delegation mit Peder Olsen an der Spitze nach Kopenhagen gereist, wo sie die Insel dem dänischen König Friedrich III. schenkten. Die mit der Schenkungsurkunde übergebene Liste der 22 Männer, die den bedeutendsten Anteil an der Befreiung des Landes hatten, enthält an erster Stelle „Her Poffuell Ancker Sougnepraest til Rydskier och Hasle Sougner“.
Welche Rolle Ancher bei dem Aufstand innehatte, ist umstritten. Ob er wirklich der „erste Anführer“ und führende Kopf hinter dem Aufstand war, wie teilweise mit Berufung auf die Liste behauptet, oder ob er diesen Listenplatz seinem Rang als Pastor und Ratsmann verdankte, ist den Quellen nicht eindeutig zu entnehmen. Wie auch die übrigen Anführer erhielt er eine Belohnung und zwar im Dezember 1659 ein Kanonikat am Dom zu Lund, dessen Pfründe die geringen Einnahmen seines Kirchspiels aufbesserte. Dazu gehörte auch der Nießbrauch des Kanonikerhofs der Aa Kirke und das damit verbundene Patronatsrecht über diese Kirche.

### Familie
Drei Geschwister folgten Ancher nach 1659 nach Bornholm. Der Bruder Peder (1642–1721) wurde Gerichtsbote und später Stadtschreiber in Aakirkeby. Die Schwester Maren Ancher (1636–1716) heiratete 1659 Oluf Sonne, Pastor der Kirche von Østerlars. Nach dem Tod ihres ersten Mannes, mit dem acht Kinder hatte, schloss sie 1673 eine zweite Ehe mit dessen Nachfolger, ihrem Schwippschwager Jørgen Jensen Sode (1640–1700). So waren beide Familien ein zweites Mal verbunden. Während es von Povl Ancher keine Abbildung gibt, befindet sich in der Kirche von Østerlars ein um 1685 angefertigtes Familienporträt von Jørgen Sode und Maren Ancher mit ihren drei gemeinsamen Kindern.

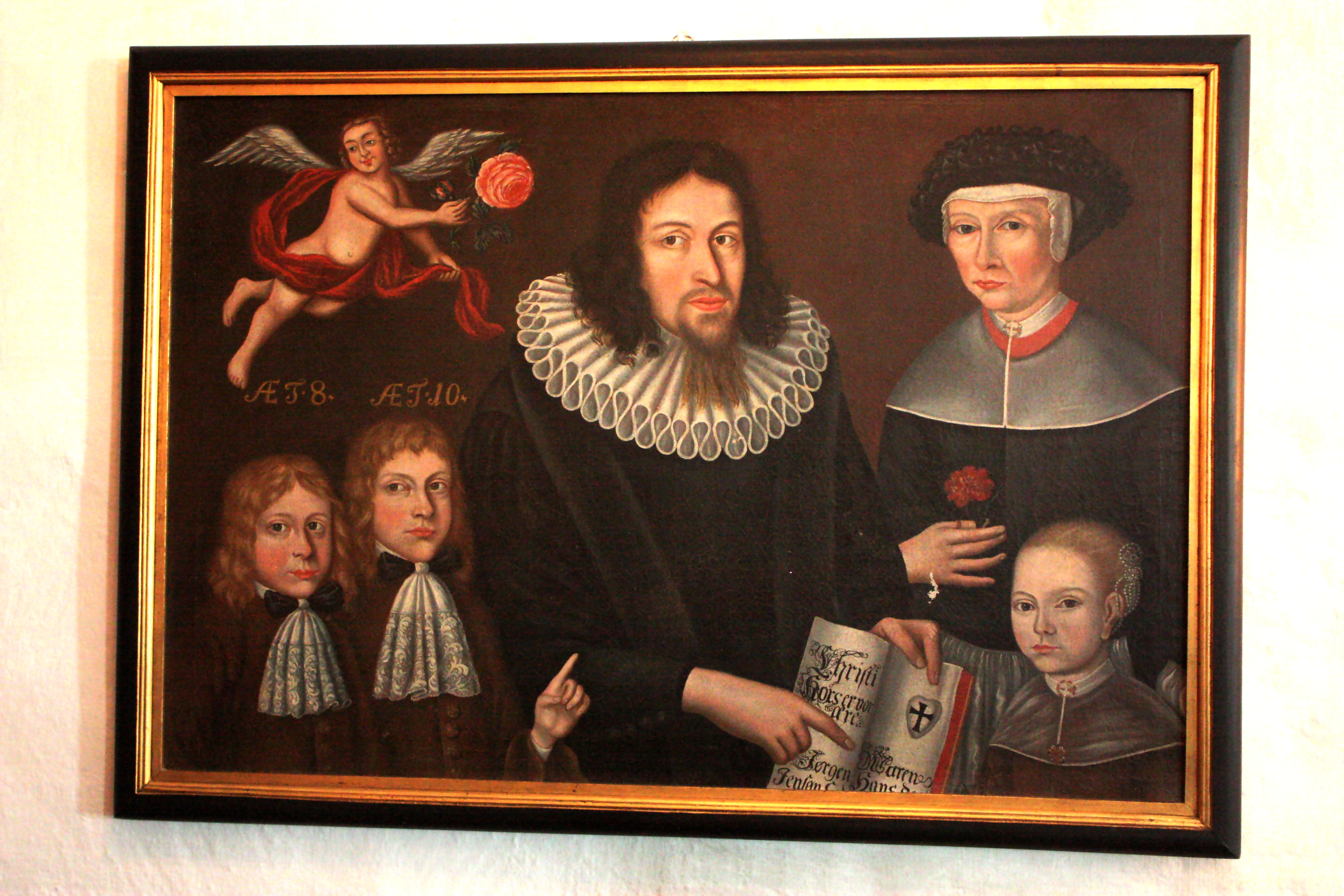
Jørgen Sode und Maren Ancher mit ihren Kindern

Eine zweite Schwester, Marta Ancher (1647–1724), kam 1667 als junge Ehefrau des 1666 an der Bodil Kirke und der Kirche von Nexø eingesetzten Pastors Ole Lemvig (1640–1677) nach Bornholm. Lemvig geriet jedoch 1670 mit einflussreichen Gemeindegliedern in Streit. Anlass dazu hatte der Tod des Hundes des Pastors gegeben, den ein vorbeireitender Zollbeamter erschlagen hatte. Im folgenden Prozess wurde Lemvig als Schwedenfreund verleumdet. Angeblich soll Jens Kofoed sogar versucht haben, ihn zu ermorden. 1671 wurde Lemvig abgesetzt. Peder Olsen, Anchers Mitverschwörer von 1658, verlor in diesem Zusammenhang seinen Posten als Landrichter. Lemvig zog nach Schweden, wo er als Übersetzer philosophischer Werke aus dem Englischen tätig war. Das Pfarrhaus wurde geplündert. Marta blieb zunächst bei ihren Familienmitgliedern auf Bornholm und kehrte dann 1675 zu ihrer Mutter nach Schonen zurück.
Im Jahr 1684 starb Anchers erste Frau Karen Sode im Alter von 45 Jahren. Der Witwer fühlte sich alt und beantragte die Erlaubnis, seinen ältesten Sohn Hans Ancher (1662–1740) als Kaplan anstellen zu dürfen, was der König genehmigte. Der Sohn übernahm die Arbeit des Vaters im Kirchspiel Rutsker. Doch im folgenden Jahr, 1685, übernahm Poul Ancher die Position des Propstes für ganz Bornholm, die ihm nach dem Tod seines Schwagers Hans Jensen Sode durch Wahl zufiel. Im selben Jahr 1685 ging er im Alter von etwa 56 Jahren eine neue Ehe mit Lene Nielsdatter (1664–1729), der 21-jährigen Tochter des Artilleriemeisters und Hofbesitzers Niels Jørgensen († 1693) aus Sandvig, ein. Sie gebar ihm den Sohn Guris sowie drei Töchter.
1695 wurde einer der Brüder von Lene, der Schmied Hans Nielsen, angeklagt, den ältesten Bruder Henrik, den Hoferben, ermordet zu haben. Ein Streit der beiden Brüder beschäftigte zu diesem Zeitpunkt bereits seit einem Jahr das Gericht. Schwager Poul Ancher hatte vergeblich versucht zu schlichten. Am 9. Juli 1695 wurde Henrik Nielsen auf dem Rückweg von Allinge nach Sanvig am Strand erschlagen. Obwohl Lene und ihre Geschwister sich für den Angeklagten einsetzten, wurde Hans Nielsen verurteilt und 1696 hingerichtet. Als Hintergrund des Mordes stellte sich im Prozess der Schmuggel mit den seit 1658 nicht mehr zum Königreich Dänemark gehörenden Gebieten in Schonen und Blekinge heraus, den Hans Nielsen als stellvertretender Sheriff von Allinge zusammen mit anderen betrieben hatte und den sein Bruder Henrik gedroht hatte, auffliegen zu lassen. Hans Nielsens Frau wurde als Mitschuldige zu lebenslanger Haft im Kopenhagener Spinnhaus verurteilt. Einige Mittäter, darunter ein Cousin, hatten ins schwedische Schonen entkommen können. Dieser Mord verdunkelte den Lebensabend von Poul Ancher.
Er starb am 28. Oktober 1697 im Alter von etwa 67 Jahren. Seine Witwe heiratete wenige Monate nach seinem Tod ein zweites Mal. Von Eskild Nielsen, dem Vogt von Hasle, hatte sie drei weitere Kinder. Nach Eskilds Tod 1706 schloss sie 1709 eine dritte Ehe, aus der sie noch eine Tochter hatte.
Anchers Kinder wurden sämtlich erwachsen. Sein ältester Sohn Hans, der den Vater als Kaplan unterstützt hatte, wurde Pastor in Rønne und später ebenfalls Probst von Bornholm. Jørgen Poulsen Ancher (1673–1718), der jüngste Sohn aus erster Ehe, wurde als Nachfolger des Onkels Pastor im Østerlarsker Sogn. Mehrere seiner Töchter heirateten Bornholmer Pastoren.

## Trivia
Die Fähre M/F Povl Anker wurde 1978 nach ihm benannt.